# Ermin Mahmić
Ermin Mahmić (* 14. März 2005 in Wels) ist ein österreichisch-bosnischer Fußballspieler.

## Karriere

### Verein
Mahmić begann seine Karriere beim ESV Intersport Wels. Im September 2012 wechselte er zum FC Pasching. Zur Saison 2015/16 schloss er sich dem LASK an. Zur Saison 2019/20 wechselte er dann in die Akademie des SK Rapid Wien, in der er in Folge sämtliche Altersstufen durchlief.
Zur Saison 2023/24 wechselte Mahmić zum Zweitligisten SV Lafnitz. Nachdem er zunächst noch für die Amateure gespielt hatte, debütierte er im Oktober 2023 in der 2. Liga, als er am elften Spieltag jener Saison gegen den SV Stripfing in der 81. Minute für Florian Prohart eingewechselt wurde. Insgesamt kam er für Lafnitz zu 43 Zweitligaeinsätzen, in denen er viermal traf. Am Ende der Saison 2024/25 stieg er mit den Steirern aber als Tabellenletzter aus der 2. Liga ab.
Zur Saison 2025/26 wechselte Mahmić anschließend nach Tschechien zum Erstligisten Slovan Liberec.

### Nationalmannschaft
Mahmić debütierte im Oktober 2021 gegen die Färöer für die österreichische U-17-Auswahl. Bis Mai 2022 absolvierte er vier Partien für das Team. Anschließend wechselte er aber zum bosnischen Verband und gab im August 2023 sein Debüt in der bosnischen U-19-Mannschaft.
Im März 2025 stand er hingegen erstmals im Kader der österreichischen U-21-Auswahl.